# Алекс Схалк
Алекс Схалк (нід. Alex Schalk, нар. 7 серпня 1992, Бреда) — нідерландський футболіст, нападник японського клубу «Урава Ред Даймондс».

## Клубна кар'єра
Народився 7 серпня 1992 року в місті Принсенбее. Вихованець футбольної школи клубу «НАК Бреда». Дорослу футбольну кар'єру розпочав 2010 року в основній команді того ж клубу, в якій провів чотири сезони, взявши участь у 58 матчах чемпіонату. Після цього у першій половині 2014 року грав на правах оренди за «Йонг ПСВ», резервну команду ПСВ, забивши 6 голів у 16 іграх Еерстедивізі.
28 червня 2014 року на правах вільного трансферу перейшов у «Гоу Егед Іглз», підписавши однорічний контракт. З командою у першому ж сезоні вилетів з вищого дивізіону і у серпні 2015 року достроково розірвав контракт з клубом.
У жовтні 2015 року Схалк перейшов до клубу Прем'єр-ліги Шотландії «Росс Каунті», де забив 22 голи у 88 іграх. 13 березня 2016 року він забив переможний гол у фіналі Кубка шотландської ліги проти «Гіберніана» (2:1), завдяки чому «Росс Каунті» виграв свій перший трофей в історії.
Після того, як 2018 року «Росс Каунті» вилетів з вищого дивізіону, Схалку дозволили залишити клуб і приєднатися до швейцарського «Серветта». Забивши 9 голів у 27 іграх чемпіонату і допоміг команді вийти до вищого дивізіону. Всього відіграв за женевську команду чотири сезони своєї ігрової кар'єри. Більшість часу, проведеного у складі «Серветта», був основним гравцем атакувальної ланки команди.
25 березня 2022 року Схалк підписав контракт з японською командою «Урава Ред Даймондс», з якою того ж року виграв Лігу чемпіонів АФК. Цей результат дозволив клубу пробитись на клубний чемпіонат світу 2023 року, де 15 грудня 2023 року нідерландець забив єдиний гол у переможному матчі чвертьфіналу проти мексиканського «Леона» (1:0) і допоміг команді вийти до півфіналу. Станом на 25 грудня 2023 року відіграв за команду з міста Сайтама 19 матчів в національному чемпіонаті.

## Виступи за збірну
У 2011–2013 роках залучався до складу молодіжної збірної Нідерландів. На молодіжному рівні зіграв у 4 офіційних матчах.

## Статистика виступів

### Статистика клубних виступів
| Сезон                          | Команда                        | Чемпіонат                      | Чемпіонат | Чемпіонат | Національний кубок | Національний кубок | Національний кубок | Континентальні кубки | Континентальні кубки | Континентальні кубки | Інші змагання | Інші змагання | Інші змагання | Усього | Усього |
| Сезон                          | Команда                        | Ліга                           | Ігор      | Голів     | Ліга               | Ігор               | Голів              | Ліга                 | Ігор                 | Голів                | Ліга          | Ігор          | Голів         | Ігор   | Голів  |
| ------------------------------ | ------------------------------ | ------------------------------ | --------- | --------- | ------------------ | ------------------ | ------------------ | -------------------- | -------------------- | -------------------- | ------------- | ------------- | ------------- | ------ | ------ |
| 2010–11                        | «НАК Бреда»                    | E                              | 1         | 0         | КН                 | 0                  | 0                  | -                    | -                    | -                    | -             | -             | -             | 1      | 0      |
| 2011–12                        | «НАК Бреда»                    | E                              | 32        | 6         | КН                 | 1                  | 0                  | -                    | -                    | -                    | -             | -             | -             | 33     | 6      |
| 2012–13                        | «НАК Бреда»                    | E                              | 20        | 3         | КН                 | 3                  | 2                  | -                    | -                    | -                    | -             | -             | -             | 23     | 5      |
| 2013-січ. 2014                 | «НАК Бреда»                    | E                              | 5         | 1         | КН                 | 1                  | 0                  | -                    | -                    | -                    | -             | -             | -             | 6      | 1      |
| Усього за «НАК Бреда»          | Усього за «НАК Бреда»          | Усього за «НАК Бреда»          | 58        | 10        |                    | 5                  | 2                  |                      | -                    | -                    |               | -             | -             | 63     | 12     |
| січ.-черв. 2014                | «Йонг ПСВ»                     | ЕД (ІІ)                        | 16        | 6         | КН                 | 0                  | 0                  | -                    | -                    | -                    | -             | -             | -             | 16     | 6      |
| 2014–15                        | «Гоу Егед Іглз»                | E                              | 20+2      | 4         | КН                 | 1                  | 0                  | -                    | -                    | -                    | -             | -             | -             | 23     | 4      |
| серп. 2015                     | «Гоу Егед Іглз»                | ЕД (ІІ)                        | 2         | 0         | КН                 | 0                  | 0                  | ЛЄ                   | 2                    | 0                    | -             | -             | -             | 4      | 0      |
| Усього за «Гоу Егед Іглз»      | Усього за «Гоу Егед Іглз»      | Усього за «Гоу Егед Іглз»      | 22+2      | 4         |                    | 1                  | 0                  |                      | 2                    | 0                    |               | -             | -             | 27     | 4      |
| 2015–16                        | «Росс Каунті»                  | ПЛ                             | 25        | 5         | КШ+КЛ              | 4+3                | 2+2                | -                    | -                    | -                    | -             | -             | -             | 32     | 9      |
| 2016–17                        | «Росс Каунті»                  | ПЛ                             | 32        | 6         | КШ+КЛ              | 1+4                | 0+3                | -                    | -                    | -                    | -             | -             | -             | 37     | 9      |
| 2017–18                        | «Росс Каунті»                  | ПЛ                             | 30        | 11        | КШ+КЛ              | 1+5                | 0+2                | -                    | -                    | -                    | -             | -             | -             | 36     | 13     |
| Усього за «Росс Каунті»        | Усього за «Росс Каунті»        | Усього за «Росс Каунті»        | 87        | 22        |                    | 18                 | 9                  |                      | -                    | -                    |               | -             | -             | 105    | 31     |
| 2018–19                        | «Серветт»                      | ЧЛ (ІІ)                        | 27        | 9         | КШ                 | 1                  | 0                  | -                    | -                    | -                    | -             | -             | -             | 28     | 9      |
| 2019–20                        | «Серветт»                      | СЛ                             | 21        | 7         | КШ                 | 2                  | 0                  | -                    | -                    | -                    | -             | -             | -             | 23     | 7      |
| 2020–21                        | «Серветт»                      | СЛ                             | 31        | 10        | КШ                 | 3                  | 0                  | ЛЄ                   | 1                    | 0                    | -             | -             | -             | 35     | 10     |
| 2021-без. 2022                 | «Серветт»                      | СЛ                             | 21        | 3         | КШ                 | 2                  | 2                  | ЛК                   | 1                    | 0                    | -             | -             | -             | 24     | 5      |
| Усього за «Серветт»            | Усього за «Серветт»            | Усього за «Серветт»            | 100       | 29        |                    | 8                  | 2                  |                      | 2                    | 0                    |               | -             | -             | 110    | 31     |
| 2022                           | «Урава Ред Даймондс»           | Дж1                            | 12        | 1         | КІ+КЛ              | 1+0                | 0+0                | ЛЧ                   | 3                    | 3                    | -             | -             | -             | 16     | 4      |
| 2023                           | «Урава Ред Даймондс»           | Дж1                            | 7         | 2         | КІ+КЛ              | 0+4                | 0+2                | ЛЧ                   | 3                    | 0                    | КЧС           | 1             | 1             | 15     | 5      |
| Усього за «Урава Ред Даймондс» | Усього за «Урава Ред Даймондс» | Усього за «Урава Ред Даймондс» | 19        | 3         |                    | 5                  | 2                  |                      | 6                    | 3                    |               | 1             | 1             | 31     | 9      |
| Усього за кар'єру              | Усього за кар'єру              | Усього за кар'єру              | 304       | 74        |                    | 37                 | 15                 |                      | 10                   | 3                    |               | 1             | 1             | 352    | 93     |

## Титули і досягнення
- Володар Кубка шотландської ліги (1):

«Росс Каунті»: 2015/16
- Переможець Ліги чемпіонів АФК (1):

«Урава Ред Даймондс»: 2022